# 罗得卫城

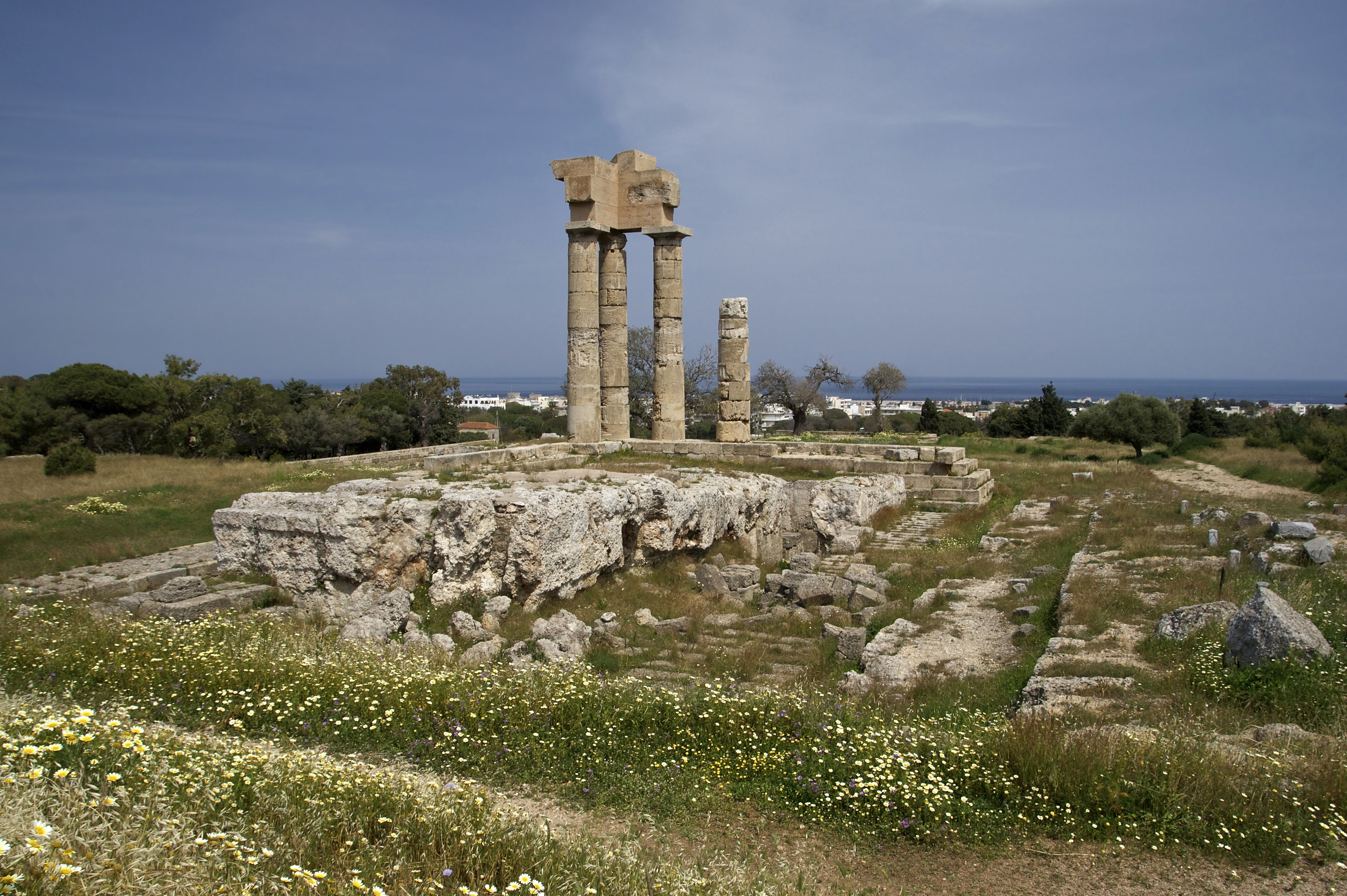
阿波罗神庙

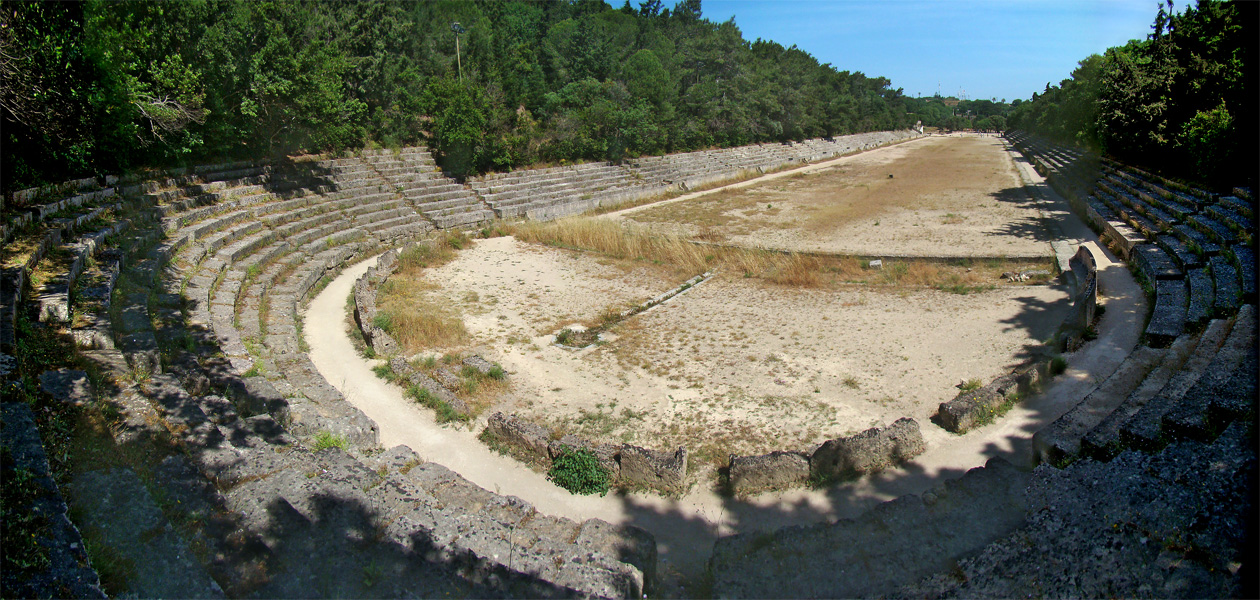

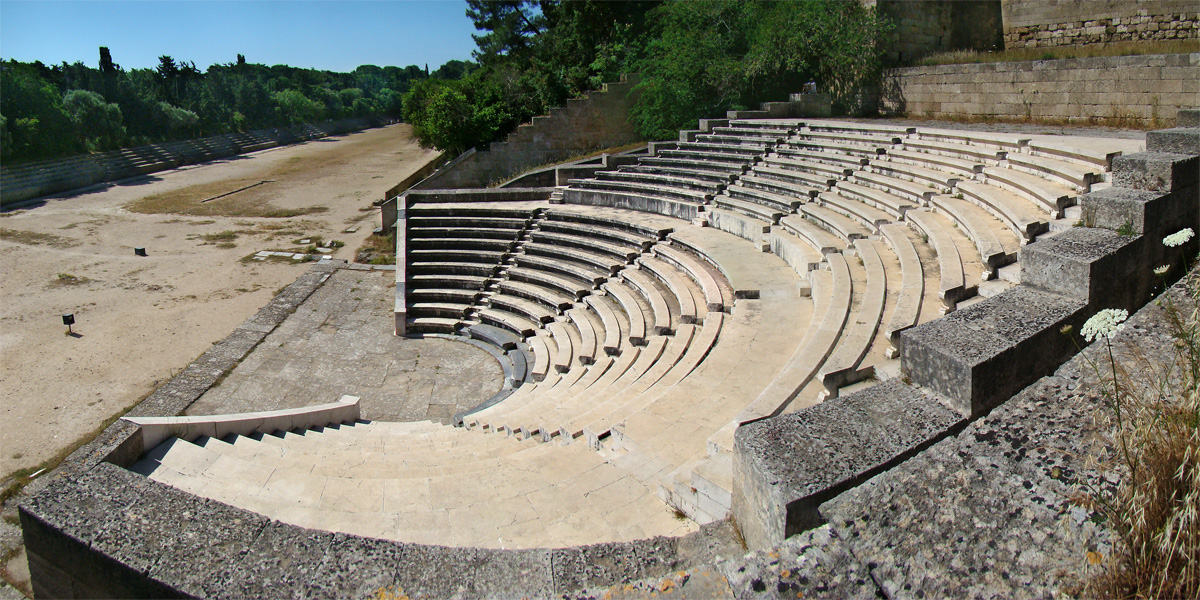
古剧场

罗得卫城（希臘語：Ακρόπολη της Ρόδου）是希腊罗得岛的一个古希腊卫城，建于公元前5-3世纪，位于罗得城最高处的史密斯山公园，距离该市中心3公里。
1912-1945年，意大利考古部门开始了发掘。二战后，考古发掘和修复由希腊进行。罗得卫城部分重建，包括阿波罗神庙、运动场和剧院。卫城考古公园占地12,500平方米，不允许进行新的建设。